# محمد دارامی
محمد دارامی (انگلیسی: Mohamed Daramy؛ زادهٔ ۷ ژانویهٔ ۲۰۰۲) بازیکن فوتبال دورگهٔ سیرالئونی-دانمارکی است که برای باشگاه برنلی بازی می‌کند.